# 기장향교
기장향교(機張鄕校)는 대한민국 부산광역시 기장군 기장읍에 있는 조선 시대의 향교이다. 1996년 5월 25일 부산광역시의 기념물 제39호로 지정되었다.

## 개요
향교는 공자와 여러 성현께 제사를 지내고, 지방민의 교육과 교화를 위해 나라에서 세운 교육기관이다.
기장향교는 조선 광해군 9년(1617)에 처음 지었다. 철종 6년(1855)의 성묘중수기(聖廟重修記)가 남아 있는데, 지금 있는 대부분의 건물은 이 때 지어진 것이다.
건물 배치는 교육 공간인 명륜당을 앞에 두고, 제사 공간인 대성전을 뒤로 한 전학후묘의 공간 구성을 이루고 있다. 현존하는 건물로는 대성전, 명륜당, 동재·서재, 풍화루, 내삼문, 외삼문 등이다.
대성전은 앞면 3칸·옆면 3칸 규모이며, 지붕은 옆면에서 볼 때 사람 인(人)자 모양인 맞배지붕이다. 안쪽에는 공자를 비롯하여 중국과 우리나라 성현의 위패를 모시고 있다. 명륜당은 학생들이 모여 공부하는 강당으로, 양쪽칸은 온돌방이고 가운데 3칸은 마루로 되어 있다.
조선시대에는 나라에서 토지와 노비·책 등을 지원받아 학생들을 가르쳤으나, 지금은 교육 기능은 없어지고 제사 기능만 남아 있다.

## 참고 자료
- 기장향교 - 국가유산청 국가유산포털